# Доссеви, Матье
Матье Доссеви (фр. Mathieu Dossevi; родился 12 февраля 1988 года в Шамбре-ле-Тур, Франция) — тоголезский футболист, полузащитник.
У Матье есть старший брат — Тома, также профессиональный футболист.

## Клубная карьера

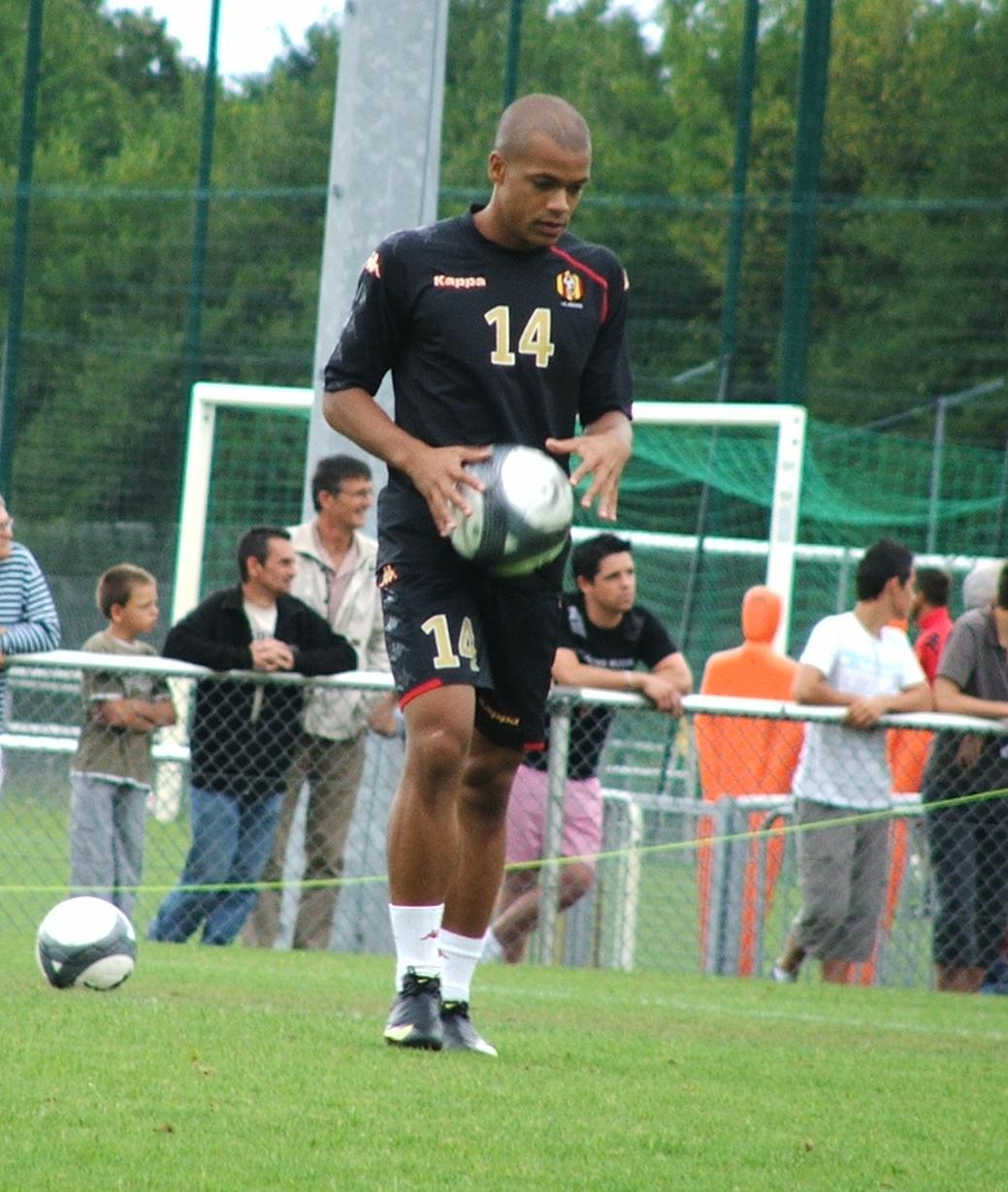
Доссеви в составе «Ле-Мана»

Доссеви — воспитанник клубов «Тур» и «Ле-Ман». 9 августа 2008 года в матче против «Лорьяна» он дебютировал в Лиге 1, в составе последнего. 20 февраля 2010 года в поединке против «Булони» Матье забил свой первый гол за «Ле-Ман».
По итогам сезона клуб вылетел из элиты и Доссеви перешёл в «Валансьен». В матче против «Лиона» он дебютировал за новую команду. 15 января 2011 года в поединке против «Монпелье» Матье забил свой первый гол за «Валансьен».
Летом 2014 года контракт Матье с «Валансьеном» закончился и он на правах свободного агента перешёл в греческий «Олимпиакос». 23 августа в матче против «Ники Волос» Доссеви дебютировал в греческой Суперлиге. 11 января 2015 года в поединке против «Ксанти» он забил свой первый гол за «Олимпиакос». В своём дебютном сезоне Матье стал чемпионом и обладателем Кубка Греции.
Летом 2015 года Доссеви на правах аренды перешёл в льежский «Стандард». 13 сентября в матче против «Локерена» он дебютировал в Жюпиле лиге. 27 ноября в поединке против «Зюлте-Варегем» Матье забил свой первый гол за «Стандард». В начале 2016 года клуб выкупил трансфер игрока у «Олимпиакоса» за 1,3 млн евро, а сам футболист подписал контракт на четыре года. В 2016 году Доссеви помог команде завоевать Кубок Бельгии.
15 сентября матче Лиги Европы против испанской «Сельты» он забил гол. Летом 2017 года Доссеви на правах аренды перешёл в «Мец». 8 сентября в матче против «Пари Сен-Жермен» он дебютировал за новую команду. 17 января 2018 года в поединке против «Сент-Этьена» Матье забил свой первый гол за «Мец».

## Международная карьера
В 2008 году Доссеви дебютировал за молодёжную сборную Франции.
В 2014 году он принял решение выступать за свою историческую родину — Того. В том же году он дебютировал за сборную Того. 27 сентября 2016 года в товарищеском матче против команды Замбии Матье забил свой первый гол за национальную команду.

### Голы за сборную Того
| #   | Дата            | Место                       | Противник | Счёт | Результат | Соревнование                   |
| --- | --------------- | --------------------------- | --------- | ---- | --------- | ------------------------------ |
| 01. | 27 мая 2016     | Стад де Кег, Ломе, Того     | Замбия    | 1:0  | 1:0       | Товарищеский матч              |
| 02. | 4 сентября 2016 | Стад де Кег, Ломе, Того     | Джибути   | 2:0  | 5:0       | Кубок Африки 2017 квалификация |
| 03. | 20 января 2017  | Стад д’Оем, Оем, Габон      | Марокко   | 0:1  | 3:1       | Кубок Африки 2017              |
| 04. | 31 августа 2017 | Стад Адрар, Агадир, Марокко | Нигер     | 2:0  | 2:0       | Товарищеский матч              |
| 05. | 12 ноября 2017  | Стад де Кег, Ломе, Того     | Маврикий  | 1:0  | 6:0       | Товарищеский матч              |

## Достижения
Командные
 «Олимпиакос»
- Чемпионат Греции по футболу — 2014/2015
- Обладатель Кубка Греции — 2014/2015

 «Стандард»
- Обладатель Кубка Бельгии — 2015/2016